# Río Racons
El río Racons o Molinell es un curso de agua del este de la península ibérica, que desemboca en el Mediterráneo. Discurre por las provincias españolas de Alicante y Valencia.

## Descripción
El río, que nace en el término municipal de Pego y discurre en dirección noreste, entra en el municipio de Oliva y desagua en el Mediterráneo, tras atravesar la marjal de Pego-Oliva. En el Diccionario enciclopédico hispano-americano de literatura, ciencias y artes (1893) se le atribuyen las denominaciones de «Molinell», «Claro» y «Racons». En dicha obra aparece descrito de la siguiente manera:

MOLINELL, CLARO ó RACONS. Geog. Río de las provs. de Alicante y Valencia. Nace en el término de Pego del Coptón, corre hacia el N. E., entra en el territorio de Oliva y desagua en el Mediterráneo.